# Erebia albipicta
Erebia albipicta är en fjärilsart som beskrevs av Stetter-stättermayer 1933. Erebia albipicta ingår i släktet Erebia och familjen praktfjärilar. Inga underarter finns listade i Catalogue of Life.